# Puerta cerrada
Puerta cerrada es una película argentina dirigida por John Alton y Luis Saslavsky sobre el libreto escrito por este último en colaboración con Carlos Adén que se estrenó el 1 de febrero de 1939 y tuvo como protagonistas a Sebastián Chiola, Pablo Cumo, Agustín Irusta, Libertad Lamarque, Ángel Magaña, Margarita Padín, Angelina Pagano, Ilde Pirovano y Elvira Quiroga.	

## Sinopsis
Nina Miranda, el personaje de Libertad Lamarque, sale después de pasar 20 años encarcelada por un asesinato que ella insiste que no cometió y rememora la época de su juventud. Recuerda al novio que eligió su amor (Agustín Irusta) pese a la amenaza de sus tías millonarias (Ilde Pirovano y Angelina Pagano) de desheredarlo si se casaba con la artista. Su vividor hermano (Sebastián Chiola), la presionaba para que siguiera actuando pero su novio era terminante: el teatro o yo, y ella acepta dejar su profesión. Ya casados, Nina se cree abandonada a raíz de un malentendido provocado por su hermano y vuelve al teatro, donde canta el tango, La morocha, aun sabiendo que puede provocar un escándalo. Hay una pelea entre su esposo y su hermano durante la cual este último esgrime un revólver y ella por accidente mata a su esposo y es condenada porque no creen su versión. Ya libre, cuando un delincuente balea a su hijo (Ángel Magaña), que ignora que es su madre, para robarlo, ella se interpone y recibe el disparo. Su hijo la alza en brazos y ordena que se abra la puerta de la mansión familiar que siempre le estuvo cerrada y allí muere feliz.

## Reparto
Participaron del filme los siguientes intérpretes:
- Sebastián Chiola  ...Antonio
- Pablo Cumo	...Policía
- Agustín Irusta	...Raúl
- Libertad Lamarque	...Nina Miranda
- Ángel Magaña	...Daniel
- Margarita Padín	...Adela
- Angelina Pagano	...Rosario Olmos
- Ilde Pirovano	...Josefa Olmos
- Elvira Quiroga
- Marino Seré
- Warly Ceriani...Dr. William
- Héctor Ferraro
- Sebastián Terranova
- Amelia Lamarque
- Lucía Barause ...Partera
- José A. Paonessa
- Jesús Pampín
- Esther Bence
- Fausto Etchegoin
- Roberto Torres ... Abogado defensor de Nina Miranda
- Raimundo Pastore

## Producción
Cuando todavía sonaban en sus oídos los silbidos con los que el público había rechazado su película Nace un amor, Luis Saslavsky recibió un llamado de Atilio Mentasti, quien había observado la calidad con que filmaba el director y había concluido que si ella fuera aplicada a un tema de resonancia popular, podría llegarse a una espléndida combinación. Fue así como Argentina Sono Film le propuso que realizara una película con Libertad Lamarque, a quien nunca había visto en cine. En pocos días vio todos sus filmes, los estudió y se convenció de que Lamarque era en primer lugar una gran actriz, en segundo lugar una gran intérprete de tangos, en tercer lugar una gran cantante más allá del tango y, finalmente, una personalidad.

## Comentario
Para el crítico Di Nubila "fue uno de los mejores entre los melodramas que combinaron arte y entretenimiento para atraer a todas las capas del público. Incluyó una fina, colorida y traviesa pintura de época, interesó con las vueltas de la trama, arrancó lágrimas en los picos emocionales en que Libertad Lamarque desplegó toda la potencia de su comunicatividad y contó con un elenco donde Sebastián Chiola y Angelina Pagano impidieron que algunos resbalones folletinescos fueran caídas. No sucedió lo mismo con otras figuras en pasajes cómicos caricaturescos. Sedujo también con las imágenes de John Alton, quien con una fotografía tan bella como funcional para el estilo y los climas narrativos mostró su maduración como artista de la luz y su complementación con las inquietudes estéticas de Saslavsky, también servidas por la escenografía de Raúl Soldi, la colaboración artística de Ernesto Arancibia, la asistencia de Enrique Cahen Salaberry, el montaje de Carlos Rinaldi y la música incidental de Mario Maurano.”